# Ph.D. (band)
Ph.D. was een Britse popgroep, die vooral bekend is van de nummer 1-hit I won't let you down uit 1981. De band ontleende zijn naam aan de initialen van de leden Phillips, Hymas en Diamond.
Ph.D. werd gevormd door Jim Diamond samen met Tony Hymas en Simon Phillips, die elkaar eerder tegenkwamen bij de opnames van The Wild Places van Duncan Browne. In 1981 kwam het debuutalbum van Ph.D. uit, waarop de single I Won't Let You Down (B-kant: Hideaway) stond. De opvolger van I Won't Let You Down werd de single Little Suzi's On The Up (B-kant: I'm Gonna Take You To The Top), die nergens een hit werd. Little Suzi's On The Up was de vijfde videoclip die op de eerste uitzenddag van MTV in de VS (1 augustus 1981) werd vertoond. Later uitgebrachte singles van Ph.D. werden ook geen hits. Het is de enige single van deze band die de hitlijsten wist te behalen. De band behoort daarmee tot de eendagsvliegen.
In 1983 ging Ph.D. uit elkaar toen bij Jim Diamond hepatitis werd geconstateerd. Nadat hij in 1984 was genezen, ging hij solo verder. In Nederland resulteerde dat in de hit I Should Have Known Better. Op 8 oktober 2015 stierf Diamond thuis in Londen op 64-jarige leeftijd.

## Discografie
- 1981: Ph.D.
- 1983: Is It Safe?
- 2009: Ph.D. Three

### Singles
| Single met eventuele hitnotering(en) in de Nederlandse Top 40 | Datum van verschijnen | Datum van binnenkomst | Hoogste positie | Aantal weken | Opmerkingen                                         |
| ------------------------------------------------------------- | --------------------- | --------------------- | --------------- | ------------ | --------------------------------------------------- |
| I won't let you down                                          | 1981                  | 26-12-1981            | 1(3wk)          | 11           | #1 in de Nationale Hitparade / #1 in de TROS Top 50 |

### NPO Radio 2 Top 2000
| Nummer met noteringen in de NPO Radio 2 Top 2000 | '99 | '00 | '01 | '02 | '03 | '04 | '05  | '06  | '07  | '08 | '09  | '10  | '11  | '12  | '13  | '14  | '15  | '16  | '17  | '18  | '19  | '20  | '21  | '22  | '23  | '24  |
| ------------------------------------------------ | --- | --- | --- | --- | --- | --- | ---- | ---- | ---- | --- | ---- | ---- | ---- | ---- | ---- | ---- | ---- | ---- | ---- | ---- | ---- | ---- | ---- | ---- | ---- | ---- |
| I Won't Let You Down                             | 648 | 830 | 645 | 728 | 649 | 523 | 1041 | 1029 | 1038 | 831 | 1106 | 1237 | 1174 | 1444 | 1220 | 1486 | 1247 | 1311 | 1456 | 1458 | 1632 | 1722 | 1732 | 1658 | 1695 | 1898 |

1. ↑  Een vetgedrukt getal geeft de hoogste notering aan.